# 索科沃斯
索科沃斯，是西班牙卡斯蒂利亚-拉曼恰自治区阿尔瓦塞特省的一个市镇。 总面积139km², 总人口1983人（2001年），人口密度14人/km²。